# Perry Groves
Perry Groves (ur. 19 kwietnia 1965 w Londynie) – angielski piłkarz występujący na pozycji napastnika. Wychowanek Colchester United, w swojej karierze grał także w takich zespołach jak Arsenal, Southampton, Dagenham & Redbridge oraz Canvey Island. Po zakończeniu kariery został ekspertem telewizyjnym.

## Sukcesy

### Arsenal
- Mistrzostwo Anglii: 1988/89, 1990/91
- Puchar Ligi Angielskiej: 1986/87